# Douglas DC-1
Il Douglas DC-1 era un aereo di linea bimotore e monoplano ad ala bassa sviluppato dall'azienda aeronautica statunitense Douglas Aircraft Company negli anni trenta del XX secolo.
Primo modello della serie DC venne costruito in un solo esemplare ma servì come base di sviluppo per il successivo DC-2.

## Storia del progetto
La nascita del Douglas DC-1 può essere ricondotta allo schianto di un trimotore Fokker F.10 della Transcontinental & Western in Kansas, Stati Uniti. Il disastro, nel quale morirono otto persone, fu causato da alcune infiltrazioni d'acqua che erano penetrate nella struttura di legno del Fokker, provocandone il cedimento strutturale. A seguito di questo incidente, la Civil Aeronautics Board ordinò che gli aerei non fossero più costruiti con fusoliera o ali in legno. La Trans World Airlines, allora, commissionò un nuovo velivolo completamente in metallo, specificando che esso avrebbe dovuto avere almeno 12 posti, il carrello d'atterraggio retrattile e avrebbe dovuto essere in grado di volare anche con un motore fuori uso.
La Douglas Aircraft Company rispose con il prototipo del DC-1, un aereo perfettamente corrispondente alle richieste della TWA, ma con l'aggiunta di essere isolato contro il rumore, riscaldato e in grado sia di volare che di atterrare con un motore solo. Nonostante l'accuratezza tecnica, la Douglas Aircraft Company non sembrava soddisfatta del prototipo. Nel dubbio che il DC-1 vendesse meno di cento esemplari, il numero minimo per coprire i costi di produzione, la Douglas Aircraft Company realizzò solamente un aereo, che volò il 1º luglio 1933. Durante l'anno e mezzo di prova, il Douglas DC-1 effettuò più di 200 voli e dimostrò la netta superiorità contro il Ford Trimotor, l'aereo di linea più usato all'epoca. La Trans World Airlines acquistò il modello realizzato facendo apportare alcune piccole modifiche (riguardanti principalmente la disposizione dei posti a sedere, aumentati a 14, e il montaggio di motori più potenti). L'unico modello esistente di Douglas DC-1 venne venduto nel 1938 alla Líneas Aéreas Postales Españolas e si schiantò nel 1940, rimanendo irrimediabilmente danneggiato.

## Impiego operativo

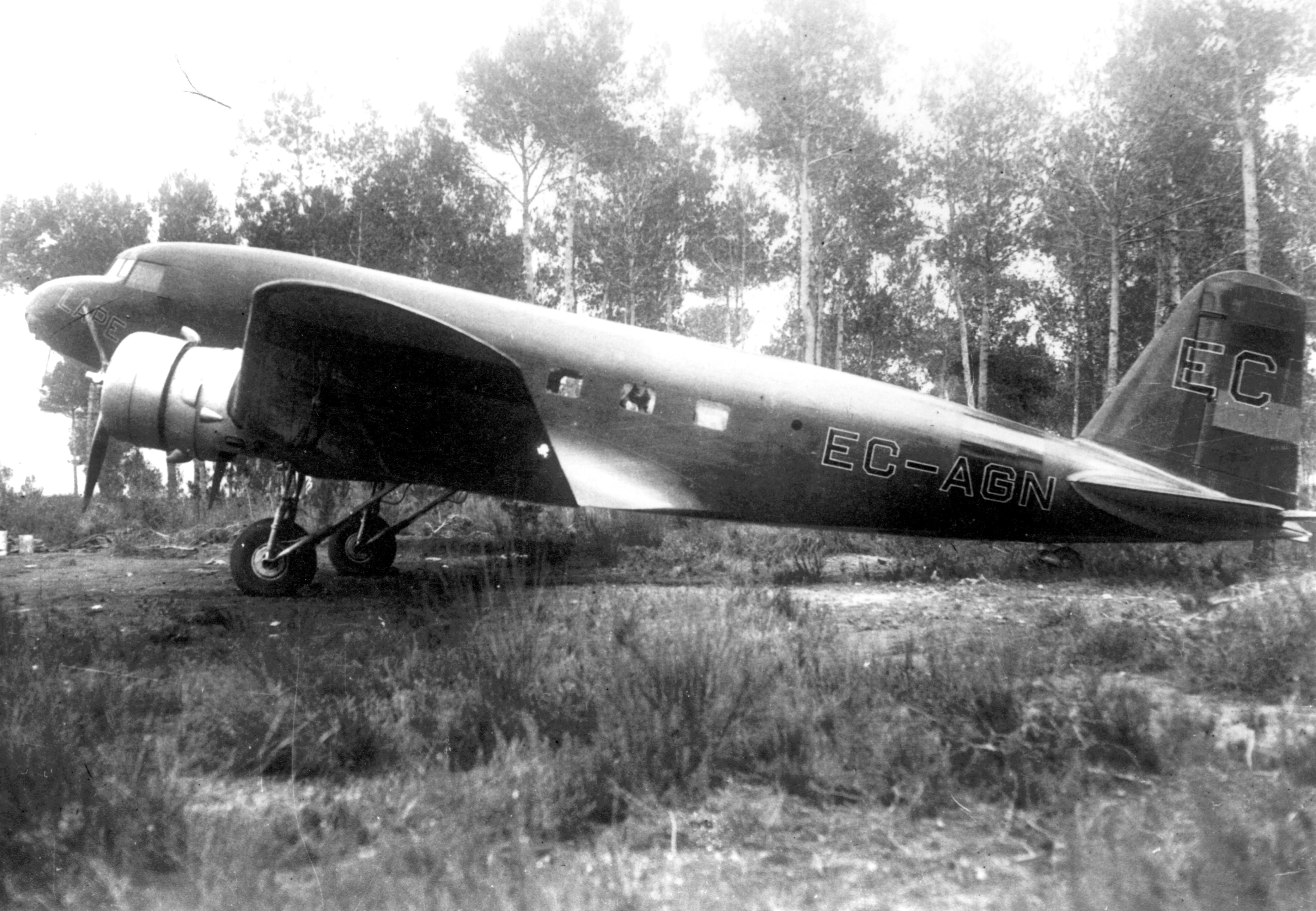
Il DC-1 con le nuove marche EC-AGN in livrea Líneas Aéreas Postales Españolas (LAPE).

## Utilizzatori
Stati Uniti
- Transcontinental & Western Air, modello acquistato nel 1933 e rivenduto nel 1938

 Spagna
- Líneas Aéreas Postales Españolas (LAPE), modello acquistato nel 1938 dalla TWA e andato distrutto nel 1940

### Periodici
- (EN) The Douglas D.C.1, in Flight, 1º marzo 1934,  pp. 189-91. URL consultato il 14 aprile 2012.